# Från regnormarnas liv
Från regnormarnas liv är ett drama av Per Olov Enquist från 1981.
Manuset finns utgivet i tre samlingar med Enquists dramatik - En triptyk 1981, Dramatik 1992 och Dramatik I: Kammarspelen 2017.
Regnorme är det danska ordet för daggmask.

## Uppsättningar
Urpremiären ägde rum 1981 på Det Kongelige Teater i Köpenhamn med Birgitte Price i rollen som Johanne Luise Heiberg. Rollen övertogs senare av Ghita Nørby. Ett par veckor senare ägde den svenska premiären rum på Dramaten. Uppsättningen blev en succé som spelades 120 gånger. Ingmar Bergman regisserade pjäsen under titeln Aus dem Leben der Regenwürmer på Residenztheater i München 1984. 1998 regisserade Enquist själv en tv-teaterversion av pjäsen. 
| Roll                  | Det Kongelige Teater 5 september 1981 | Dramaten 2 oktober 1981 | Residenztheater 4 maj 1984 | SVT 4 februari 1998 |
| --------------------- | ------------------------------------- | ----------------------- | -------------------------- | ------------------- |
| Regi                  | Klaus Hoffmeyer                       | Ernst Günther           | Ingmar Bergman             | Per Olov Enquist    |
| Scenografi            | Lars Juhl                             | Akke Nordwall           | Marik Vos                  | Bo-Ruben Hedwall    |
| Johan Ludvig Heiberg  | Erik Mörk                             | Georg Årlin             | Horst Sachtleben           | Erland Josephson    |
| H.C. Andersen         | Jørgen Reenberg                       | Jan Blomberg            | Heinz Bennent              | Tomas von Brömssen  |
| Johanne Luise Heiberg | Birgitte Price/ Ghita Nørby           | Anita Björk             | Christine Buchegger        | Lena Endre          |
| Den gamla             | Elna Brodhagen                        | Dora Söderberg          | Monika John                | Margareta Hallin    |